# Poullaouen
Poullaouen es una comuna nueva francesa situada en el departamento de Finisterre, de la región de Bretaña.

## Historia
El 1 de enero de 2019 pasó a ser una comuna nueva al absorber la comuna de Locmaria-Berrien.

## Demografía
Según los datos aportados en la resolución del prefecto de Finisterre, la comuna nueva se crea con 1584 habitantes.

## Composición
| Comuna fusionada | Código INSEE | Población   | Superficie (km²) | Densidad (hab./km²) |
| ---------------- | ------------ | ----------- | ---------------- | ------------------- |
| Locmaria-Berrien | 29129        | 239 (2016)  | 17.20            | 14                  |
| Poullaouen       | 29227        | 1298 (2014) | 71.36            | 18                  |